# Edmond Mégy
Edmond Mégy (Essonnes, 9 febbraio 1841 – Colón, 28 dicembre 1884) è stato un attivista francese.
Seguace di Blanqui, partecipò alla Comune di Parigi.

## Biografia
Operaio meccanico, lavorò prima a Châlons, poi in Egitto, nei cantieri che operavano a Suez al taglio dell'istmo e poi ancora in Francia, come macchinista nella tratta ferroviaria Parigi-Lione.
Militante blanquista, in seguito ai disordini seguiti a Parigi all'arresto di Henri Rochefort, la polizia cercò di arrestarlo, ma egli reagì sparando e uccidendo il poliziotto che l'11 febbraio 1870 si era introdotto in casa sua prima dell'alba, azione non consentita dal diritto dell'epoca. Processato e difeso da Eugène Protot, l'8 agosto fu condannato egualmente a venti anni di lavori forzati.
Amnistiato alla caduta dell'Impero, iscritto alla I Internazionale, servì nella Guardia nazionale del XVII arrondissement di Parigi e, per aver schiaffeggiato un ufficiale che l'aveva insultato, fu condannato a due anni di carcere, ma evitò la pena nascondendosi. Prese parte ai moti del 31 ottobre 1870 e del 22 gennaio 1871, e in marzo, passato a Marsiglia, al fallito tentativo di costituire in quella città la Comune.
Tornato a Parigi in aprile, durante la Comune, fu messo al comando della guarnigione del forte di Issy, che egli abbandonò senza giustificato motivo il 30 aprile. Arrestato per questo motivo da Louis Rossel, fu fatto rilasciare da Émile Eudes, che lo prese ai suoi ordini. Fece parte del plotone di esecuzione dei sei ostaggi della Roquette e combatté durante la Settimana di sangue nelle barricate del faubourg Saint-Germain.
Alla caduta della Comune, si sottrasse alle condanne a morte irrogategli dai tribunali militari di Marsiglia e di Versailles fuggendo a Ginevra e di qui si trasferì in settembre negli Stati Uniti. Trovò lavoro a New York e s'inserì in un circolo di emigrati francesi di opinioni blanquiste, che fondarono la Società dei rifugiati della Comune e raccolsero denaro per le vedove e gli orfani dei caduti. Nel maggio del 1873 sposò una newyorchese, Mary Gants.
I coniugi Mégy fecero un viaggio in Europa nell'ottobre del 1875. Prima a Londra, poi in Svizzera, poi ancora a Londra e a Birmingham, nel novembre del 1877 ritornarono a New York. Amnistiato nel 1880, fu a Parigi soltanto pochi mesi, ristabilendosi a New York dove nel 1883 fu nominato segretario del comitato promotore dell'erezione di un monumento a Blanqui. Nell'ottobre del 1884 raggiunse Colón, a Panama, in cerca di lavoro, e colpito da infarto, vi morì il 28 dicembre lasciando la moglie e due figli.
Amava dire, ricordando l'episodio dell'omicidio del poliziotto che lo aveva reso celebre: